# Dantona inferna
Dantona inferna är en fjärilsart som beskrevs av William Schaus 1906. Dantona inferna ingår i släktet Dantona och familjen nattflyn. Inga underarter finns listade i Catalogue of Life.